# Liste der Stolpersteine in Schifferstadt
In der Liste der Stolpersteine in Schifferstadt werden die vorhandenen Gedenksteine aufgeführt, die im Rahmen des Projektes Stolpersteine des Künstlers Gunter Demnig bisher in Schifferstadt verlegt worden sind.

## Verlegte Stolpersteine
| Adresse                     | Name               | Inschrift | Verlegedatum  | Bild | Anmerkung                                                       |
| --------------------------- | ------------------ | --- | ------------- | --- | --------------------------------------------------------------- |
| Alleestraße 8 (Standort)    | Klara Mängen       | Hier wohnte Klara Mängen Jg. 1878 unfreiwillig verzogen 1940 Mannheim deportiert 1941 Łodz/Litzmannstadt ermordet 8.5.1942 Chelmno/Kulmhof | 21. Nov. 2014 | Bild gesucht Die Wikipedia wünscht sich an dieser Stelle ein Bild vom Ort mit diesen Koordinaten 49.3896391 8.3703255 . Motiv: Stolperstein Klara, Alice und Heinz Mängen Falls du dabei helfen möchtest, erklärt die Anleitung , wie das geht. BW   | geborene Landsmann; geboren am 10. Januar 1878 in Schifferstadt |
| Alleestraße 8 (Standort)    | Alice Liese Mängen | Hier wohnte Alice Liese Mängen Jg. 1907 Flucht 1936 England USA                                                                            | 21. Nov. 2014 | Bild gesucht Die Wikipedia wünscht sich an dieser Stelle ein Bild vom Ort mit diesen Koordinaten 49.3896391 8.3703255 . Motiv: Stolperstein Klara, Alice und Heinz Mängen Falls du dabei helfen möchtest, erklärt die Anleitung , wie das geht. BW   |                                                                 |
| Alleestraße 8 (Standort)    | Heinz Mängen       | Hier wohnte Heinz Mängen Jg. 1916 Flucht 1935 England                                                                                      | 21. Nov. 2014 | Bild gesucht Die Wikipedia wünscht sich an dieser Stelle ein Bild vom Ort mit diesen Koordinaten 49.3896391 8.3703255 . Motiv: Stolperstein Klara, Alice und Heinz Mängen Falls du dabei helfen möchtest, erklärt die Anleitung , wie das geht. BW   |                                                                 |
| Bahnhofstraße 48 (Standort) | Rosa Levy          | Hier wohnte Rosa Levy Jg. 1872 deportiert 1940 Gurs interniert Moé/Nexon befreit/überlebt                                                  | 21. Nov. 2014 | |                                                                 |
| Bahnhofstraße 48 (Standort) | Leo Levy           | Hier wohnte Leo Levy Jg. 1900 ’Schutzhaft’ 1938 Dachau deportiert 1940 Gurs interniert Drancy 1942 Auschwitz ermordet                      | 21. Nov. 2014 | | geboren am 12. Mai 1900 in Busenberg                            |
| Bahnhofstraße 48 (Standort) | Meta Levy          | Hier wohnte Mara Levy geb. Löb Jg. 1904 deportiert 1940 Gurs interniert Drancy 1942 Auschwitz ermordet                                     | 21. Nov. 2014 | | geboren am 13. Oktober 1904 in Schifferstadt                    |
| Bahnhofstraße 48 (Standort) | Kurt Claude Levy   | Hier wohnte Kurt Claude Levy Jg. 1930 Flucht 1939 Frankreich versteckt gelebt befreit/überlebt                                             | 21. Nov. 2014 | |                                                                 |
| Bahnhofstraße 48 (Standort) | Hanna Barbara Levy | Hier wohnte Hanna Barbara Levy Jg. 1935 deportiert 1940 Gurs Flucht 1944 Palästina                                                         | 21. Nov. 2014 | |                                                                 |
| Bahnhofstraße 50 (Standort) | Georg May          | Hier wohnte Georg May Jg. 1886 Haus 1933 arisiert ’Schutzhaft’ 1937 Dachau ermordet 30.1.1937                                              | 21. Nov. 2014 | |                                                                 |
| Schillerplatz 4 (Standort)  | Johanna Mayer      | Hier wohnte Johanna Mayer geb. Schwarz Jg. 1876 Flucht 1940 Luxemburg deportiert 1941 Łodz/Litzmannstadt ermordet                          | 21. Nov. 2014 | Bild gesucht Die Wikipedia wünscht sich an dieser Stelle ein Bild vom Ort mit diesen Koordinaten 49.38645 8.37365 . Motiv: Stolperstein Johanna, Erna, Alice und Kurt Mayer Falls du dabei helfen möchtest, erklärt die Anleitung , wie das geht. BW | geboren am 10. März 1876 in Illingen                            |
| Schillerplatz 4 (Standort)  | Erna Amalia Mayer  | Hier wohnte Erna Amalia Mayer Jg. 1901 Flucht 1935 USA                                                                                     | 21. Nov. 2014 | Bild gesucht Die Wikipedia wünscht sich an dieser Stelle ein Bild vom Ort mit diesen Koordinaten 49.38645 8.37365 . Motiv: Stolperstein Johanna, Erna, Alice und Kurt Mayer Falls du dabei helfen möchtest, erklärt die Anleitung , wie das geht. BW |                                                                 |
| Schillerplatz 4 (Standort)  | Kurt Mayer         | Hier wohnte Kurt Mayer Jg. 1904 'Schutzhaft’ 1938 Dachau Flucht 1940 Luxemburg deportiert 1941 Łodz/Litzmannstadt 1944 Auschwitz ermordet  | 21. Nov. 2014 | Bild gesucht Die Wikipedia wünscht sich an dieser Stelle ein Bild vom Ort mit diesen Koordinaten 49.38645 8.37365 . Motiv: Stolperstein Johanna, Erna, Alice und Kurt Mayer Falls du dabei helfen möchtest, erklärt die Anleitung , wie das geht. BW | geboren am 17. Dezember 1904 in Schifferstadt                   |
| Schillerplatz 4 (Standort)  | Alice Mayer        | Hier wohnte Alice Mayer Jg. 1909 Flucht 1938 Argentinien                                                                                   | 21. Nov. 2014 | Bild gesucht Die Wikipedia wünscht sich an dieser Stelle ein Bild vom Ort mit diesen Koordinaten 49.38645 8.37365 . Motiv: Stolperstein Johanna, Erna, Alice und Kurt Mayer Falls du dabei helfen möchtest, erklärt die Anleitung , wie das geht. BW |                                                                 |